# Roślina wskaźnikowa
Roślina wskaźnikowa – gatunek rośliny o wąskim zakresie tolerancji ekologicznej w odniesieniu do jakiegoś czynnika środowiska. Czynnikiem tym może być np. rodzaj podłoża, odczyn gleby, wilgotność, nasłonecznienie, temperatura otoczenia, zanieczyszczenia, stężenie soli mineralnych, głębokość wody (u roślin wodnych), lub inne czynniki. W związku z wąskim zakresem tolerancji rośliny te rosną tylko w ściśle określonych warunkach środowiska. Występowanie tych roślin w jakimś miejscu umożliwia nam więc określenie własności środowiska odnośnie do tego czynnika środowiska (czasami dwóch, lub więcej). Jest to metoda pewna, jednak trzeba przy badaniach zwrócić uwagę, czy występujące w danym miejscu rośliny są prawidłowo rozwinięte i czy występują masowo, gdyż tylko w tym przypadku możemy wyciągnąć prawidłowe wnioski. Występowanie pojedynczych okazów, lub okazów skarlałych lub nieprawidłowo rozwiniętych jest niewystarczającym kryterium i może dać złe wyniki.
- Rośliny wskazujące gleby kwaśne (pH< 7):
  - borówka czernica (Vaccinium myrtillus)
  - borówka brusznica (Vaccinium vitis idaea)
  - fiołek trójbarwny (Viola tricolor)
  - koniczyna polna (Trifolium arvense)
  - torfowiec (Sphagnum)
  - sporek wiosenny (Spergula vernalis, Spergula morisoni)
  - szczaw polny (Rumex acetosella)
  - widłak jałowcowaty (Lycopodium annotinum)
  - wrzos zwyczajny (Calluna vulgaris)
  - żurawina błotna (Oxyococcus palustris)

- Rośliny wskazujące gleby zasadowe (pH> 7):
  - babka zwyczajna (Plantago major)
  - dymnica pospolita (Fumaria officinalis)
  - jasnota biała (Lamium album)
  - pokrzywa żegawka (Urtica urens)
  - tobołki polne (Thlaspi arvense)

- Rośliny wskazujące gleby ubogie w wapń:
  - chaber bławatek (Centaurea cyanus)
  - czerwiec roczny (Scleranthus annuus)
  - fiołek polny (Viola tricolor)
  - maruna bezwonna (Matricaria perforata)
  - pięciornik srebrny (Potentilla argentea)
  - rumian polny (Anthemis arvensis)
  - rumianek pospolity (Matricaria chamomilla)
  - szczaw polny (Rumex acetosella)

- Rośliny wskazujące gleby zawierające dużo wapnia:
  - blekot pospolity (Aethusa cynapium)
  - gorczyca polna (Synapis arvensis)
  - lucerna sierpowata (Medicago falcata)
  - miłek wiosenny (Adonis vernalis)
  - oset zwisły (Carduus nutans)
  - ostrożeń polny (Cirsium arvense)
  - szałwia łąkowa (Salvia pratensis)
  - świerzbnica polna (Knautia arvensis)

- Rośliny wskazujące gleby piaszczyste:
  - bodziszek drobny (Geranium pusillum)
  - fiołek polny (Viola tricolor)
  - ślaz zaniedbany (Malva neglecta)
  - złocień polny (Chrysanthemum segetum)

- Rośliny wskazujące na gleby gliniaste:
  - łoboda rozłożysta (Atriplex patula)
  - gorczyca polna (Sinapis arvensis)
  - łopian większy (Arctium lappa)
  - szałwia łąkowa (Salvia pratensis)

- Rośliny wskazujące na gleby ilaste:
  - glistnik jaskółcze ziele (Chelidonium majus)
  - jaskier rozłogowy (Ranunculus repens)
  - ostróżeczka polna (Delphinium consolida)

- Rośliny wskazujące na gleby próchniczne:
  - konwalijka dwulistna (Maianthemum bifolium)
  - marzanka wonna (Galium odoratum)

- Rośliny wskazujące na gleby bogate w azot:
  - cykoria podróżnik (Cychorium intybus )
  - pokrzywa zwyczajna (Urtica dioica)
  - rdest ostrogorzki (Polygonum hydropiper)
  - serdecznik pospolity (Leonorus cardiaca)
  - stulicha psia (Descurainia sophia)

- Rośliny wskazujące na gleby ubogie w azot:
  - fiołek trójbarwny (Viola tricolor)
  - wrzos zwyczajny (Calluna vulgaris)

Dobrymi wskaźnikami czystości powietrza są porosty. Do określenia stopnia zanieczyszczenia stosuje się tzw. skalę porostową.

## Rośliny wskaźnikowe charakteryzujące typy zbiorników wodnych
- Zbiorniki żyzne:
  - wywłócznik
  - mozga trzcinowata
  - manna mielec
- Zbiorniki ubogie i zabagnione:
  - jeżogłówka
  - turzyce
  - skrzyp
  - grzybienie białe
  - grążel żółty
- Zbiorniki głębsze, średnio żyzne:
  - rogatek
  - mech wodny
  - wywłócznik skrętoległy
  - moczarka kanadyjska
- Wody alkaliczne (zasadowe):
  - rzęsa trójrowkowa
  - rzęsa wielokorzeniowa
- Wody obojętne i kwaśne:
  - rzęsa drobna
  - turzyce
  - wątrobowiec
  - poryblin jeziorny
  - ramienice
- Wody kwaśne i żelaziste:
  - turzyce
  - bagno zwyczajne
  - siedmiopalecznik błotny
- Wody bogate w wapń (Ca)
  - rdest
  - wywłócznik kłosowaty
  - moczarka kanadyjska
  - osoka aloesowata